# East Camden
East Camden – miasto w Stanach Zjednoczonych, w stanie Arkansas, w hrabstwie Ouachita.